# ابکو میوزیک
ابکو میوزیک (انگلیسی: ABKCO Records) شرکت نشر موسیقی آمریکایی است، که در سال ۱۹۶۷ توسط آلن کلین تأسیس شد.